# Old Forge (Nueva York)
Old Forge es un lugar designado por el censo ubicado en el condado de Herkimer en el estado estadounidense de Nueva York. En el año 2010 tenía una población de 756 habitantes.

## Geografía
Old Forge se encuentra ubicado en las coordenadas 43°42′21.89″N 74°58′17.43″O / 43.7060806, -74.9715083.